# Casa del Firal, 23 (Olot)
La Casa del Firal, 23 és una obra d'Olot (Garrotxa) inclosa a l'Inventari del Patrimoni Arquitectònic de Catalunya.

## Descripció
Casa entre mitgeres situada al Passeig d'en Blay. Disposa de planta baixa i dos pisos superiors. El primer té una àmplia balconada amb dos portes d'accés emmarcades per quatre pilastres amb pronunciades volutes. El segon pis presenta balcons decorats amb flors i petxines. Les baranes de la casa varen ser fetes de fosa.

## Història
Els inicis i primera configuració del Firal (Passeig d'en Blay) daten de finals de segle xv i principis del segle xvi, coincidint amb l'expansió de la ciutat cap al Nord-est. L'any 1842 es realitza el primer projecte de remodelació realitzat per J. Massanés. L'any 1848 s'urbanitza el passeig, essent aquest un dels primers projectes d'enjardinament de la ciutat. L'any 1878 foren trets els dos rengles d'arbres per tal de substituir-los pels quatre rengles actuals. Avui és el centre principal de relació cívica i popular de la vila.